# Jerzy Zelnik

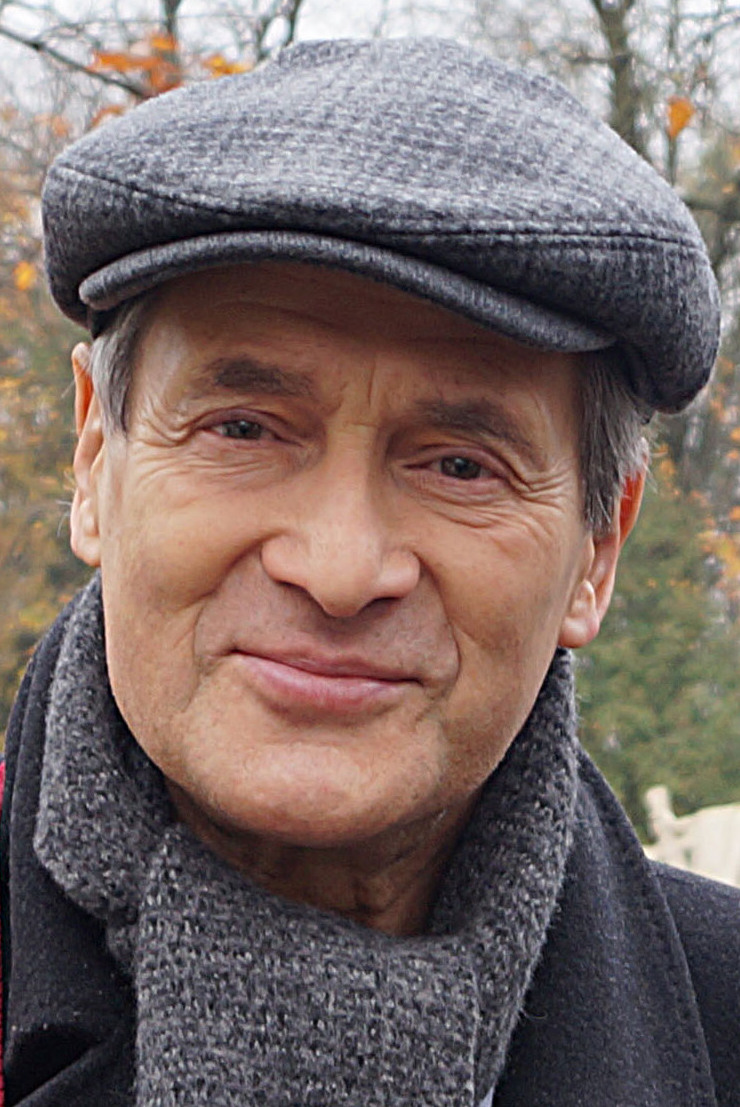
Jerzy Zelnik (2017)

Jerzy Zelnik (* 14. September 1945 in Krakau) ist ein polnischer Schauspieler.

## Leben
Jerzy Zelnik begann 1965 seine Schauspielausbildung an der Staatlichen Schauspielschule PWST in Warschau. Bereits 1963 hatte er in einer kleinen Rolle in Leonard Buczkowskis Film Backfisch sein Filmdebüt gegeben. 1966 spielte er die Hauptrolle in Jerzy Kawalerowiczs Film Faraon. 1968 beendete er die Schauspielausbildung und erhielt sein erstes Theaterengagement am Teatr Stary in Krakau. Danach spielte er an zahlreichen Theatern in ganz Polen und war von 2005 bis 2007 künstlerischer Leiter des Teatr Nowy in Łódź. Von 1979 bis 1986 und wieder seit 1992 ist er Ensemblemitglied des Teatr Powszechny. 
Jerzy Zelnik lernte 1968 seine Ehefrau Urszula kennen. 2007 wurde er mit dem Orden Polonia Restituta ausgezeichnet.

## Filmografie (Auswahl)
- 1963: Backfisch (Smarkula) – Regie: Leonard Buczkowski
- 1966: Pharao (Faraon) – Regie: Jerzy Kawalerowicz
- 1968: Organitäten (Przekładaniec) – 35-minütiger Kurzfilm von Andrzej Wajda nach Stanisław Lem
- 1970: Landschaft nach der Schlacht (Krajobraz po bitwie) – Regie: Andrzej Wajda
- 1972: Pilatus und andere – Regie: Andrzej Wajda
- 1975: Das gelobte Land (Ziemia obiecana) – Regie: Andrzej Wajda
- 1975: Geschichte einer Sünde (Dzieje grzechu) – Regie: Walerian Borowczyk
- 1976: Schattenlinie (Smuga cienia) – Regie: Andrzej Wajda
- 1977: Tanzender Habicht (Tańczący Jastrząb) – Regie: Grzegorz Królikiewicz
- 1981: Aus einem fernen Land (From a Far Country) – Regie: Krzysztof Zanussi
- 1989: Die letzte Fähre (Ostatni prom) – Regie: Waldemar Krzystek
- 2002: Chopin. Sehnsucht nach Liebe (Chopin. Pragnienie miłości) – Regie: Jerzy Antczak